# Serge Meirinho
Melvil, de son vrai nom Serge Meirinho, ne lé 23 août 1972 est un scénariste et dessinateur français/canadien de bande dessinée.

## Biographie
Serge Meirinho est né en 1972 à Marignane, près de Marseille.
Après l'obtention d'un bac scientifique, il intègre l'école d’architecture de Marseille.
Il finit ses études en 1995 au Centre national de la bande dessinée et de l’image à Angoulême, option animation 3D.
Il est actif dans le domaine de l'animation, avant de se tourner vers la bande dessinée et l'illustration.
En 1998, il joint l'atelier BD Sanzot à Angoulême.
En 1999, il est directeur artistique et designer 2D a Kalisto, une société de jeux vidéo bordelaise.
En 2002 il intègre l'atelier Le Bocal où il signe deux séries, Miki édité chez Glénat avec Anton au dessin, et Harry Cover édité par Delcourt avec Pierre Veys au scénario, les deux étant mises en couleur par Nadine Thomas.
En 2009, sa bande dessinée Natty qu'il dessine, sur un scénario de Éric Corbeyran, reçoit le « Silver Award » (prix d'argent) lors du Prix international du manga à Tokyo,.
Il participe au jeu vidéo Child of Light, dont il crée le design du personnage principal, Aurora, en collaboration avec le Directeur Artistique Thomas Rollus. Cela leur vaut un « Canadian game award » du « Meilleur nouveau personnage » a Toronto.
Il est un des artistes concepteurs senior de «Watch Dogs 2» (sorti en 2016), «Far Cry 5: Dead Living Zombies DLC» (sortie en aout 2018) et  « Far Cry: New Dawn » (sorti en février 2019) chez Ubi Soft Montréal. 

## Publications
- Bluehope, scénario Serge Meirinho, dessin Thibaud de Rochebrune, Glénat, coll. Grafica[4]
  1. April, 2002[8]
  2. Couleur charbon, 2003
  3. À mâts et à cordes, 2004
- Miki, scénario Serge Meirinho, dessin Anton, couleur Nadine Thomas, Glénat, coll. Grafica[4]
  1. Neuralithium, 2005
  2. Doggy Bag, 2010
- Soulhunters, L'âme fatale, 2006, édition Soleil, scénario Serge Meirinho, dessin Jeroda, couleur Stamb  (ISBN 978-2849465400)
- Les véritables légendes urbaines - T2, collectif, Dargaud, 2008 (sous le pseudo de Melvil) [9]
- Natty, scénario Éric Corbeyran, dessin Melvil, couleur Kness, Dargaud[4]
  1. Natty mai 2008  (ISBN 978-2505003557)
  2. Natty 2 décembre 2008  (ISBN 978-2505006152)
- Reginald le grand, scénario Jeffrey Yohalem, d'après le jeu vidéo Child of Light, février 2015[10]

### Jeux vidéo
- 2010 : Your Shape: Fitness Evolved (directeur artistique)
- 2011 : Monster Burner (artiste conceptuel, directeur artistique)
- 2012 : Your Shape: Fitness Evolved 2012 (directeur artistique)
- 2014 : Child of Light (conception de personnage, dont Aurora)
- 2015 : Tom Clancy's Rainbow Six: Siege (artiste conceptuel)
- 2016 : Watch Dogs 2 (artiste conceptuel)
- 2018 : Far Cry 5, Dead Living Zombies DLC (artiste conceptuel)
- 2019 : Far Cry: New Dawn (artiste conceptuel)